# Lauderovy školy v Praze
Lauderovy školy (oficiálně Lauderova mateřská škola, základní škola a gymnázium při ŽOP) jsou jedinými židovskými školami v Praze a České republice. Jsou pojmenovány podle amerického podnikatele Ronalda Laudera. Na základě iniciativy rabína Efraima Sidona se zřizovatelem škol, které byly založeny v roce 1997 za pomoci Nadace Ronalda S. Laudera, stala Židovská obec v Praze. Ve školním roce 2020/2021 navštěvovalo školu cca 390 žáků a studentů. Budova se nachází na Vinohradech v Praze 2, na adrese Belgická 67/25.
Lauderovy školy jsou i v jiných zemích, například v Polsku, Rakousku a Maďarsku, nicméně každá škola je odlišná, pražská je typicky komunitní školou.

## Struktura a výuka
Lauderovy školy, ač mají jednoho ředitele a vedení, sestávají ze tří škol: základní školy, osmiletého gymnázia a mateřské školy.
Školy kromě běžných předmětů nabízejí i výuku hebrejštiny a judaismu v podobě Židovské výchovy (na základní škole) a Židovských studií (na gymnáziu). Hebrejština a židovská výchova se vyučují od první třídy čtyři hodiny týdně, resp. od primy a 6. třídy pět hodin týdně. Z obou předmětů je možné maturovat. Škola kromě povinné hebrejštiny a angličtiny nabízí navíc jeden povinně volitelný jazyk – francouzštinu nebo němčinu. Na gymnáziu je v rámci výuky zeměpisu využíván mapový software ArcGIS.
Ve školní jídelně je dodržován kašrut (škola má vlastní mašgiachy) a připomínají se židovské svátky formou projektů; studentům a žákům se dává na některé svátky volno. Školy jsou určeny nejen dětem židovského původu, ale je třeba v ní dodržovat židovské zvyklosti (nošení kip v jídelně, účast na projektech vztahujících se k židovským svátkům apod.).

### Seminární práce
Každý student (od kvinty) má navíc předmět Seminární práce. V rámci tohoto předmětu student vypracovává postupně celý rok seminární práci na téma, které si zvolí, s vedoucím, kterého si také zvolí (vedoucí práce musí být z oboru). Od kvinty do septimy studenti odevzdávají elektronicky čtyři dílčí části (každé pololetí dvě) za které jsou hodnoceni vedoucím práce. Konečnou verzi práce hodnotí navíc i oponent, který je vybírán vedoucím práce (může být mimo školu). Oponent v posudku mimo jiné pokládá 2–3 otázky k obhajobě (stejně jako vedoucí). Práci student obhajuje v rámci své prezentace na veřejných obhajobách seminárních prací na konci školního roku. Konzultace s vedoucím práce jsou během školního roku povinné. V maturitním ročníku (oktáva) student odevzdává pouze konečnou verzi, obhajoba je v rámci maturit.

## Dodržované svátky a výročí
Mezi připomínané židovské svátky na Lauderových školách patří Chanuka, Purim, Sukot a Tu bi-švat. Na svátky Roš ha-šana, Sukot a Pesach mají studenti prázdniny. Mezi výročími pak Den nezávislosti Izraele, Den šoa a Lag ba-omer.

## Vedení škol
V současné době (od roku 2014) školu řídí Petr Karas. Na činnost vedení školy dohlíží rada školy ve složení Radan Salomonovič (předseda), Kateřina Dejmalová, Eva Feuersteinová, Michal Frankl, Hana Králová, Markéta Munková a Leo Pavlát.